# Budismo no Nepal
O próprio Buda nasceu em Lumbini, hoje localizada no Nepal. Apesar disto, apenas 10.74% da população nepalense pratica o Budismo, consistindo esta porcentagem principalmente em grupos de origem tibeto-birmanesa.

## Visão geral
Influências budistas são evidentes na cultura nepalesa pois o Buda nasceu em Lumbini, que hoje localiza-se dentro dos territórios do Nepal. O país tem um forte histórico budista e tem desempenhado o papel de espalhar o budismo para o Tibete. A princesa nepalense Bhrikuti influenciou significativamente esta conversão tanto no Tibete quanto no Extremo Ocidente. A arquitetura Tibeto-Budista tem sido influenciada há muito tempo pelos artistas nepaleses e escultores como Araniko. Os textos sagrados do Budismo Maaiana são escritos principalmente no alfabeto Ranjana (utilizado pelos Neuaris) ou alfabetos como o Lantsa, que deriva da escrita Ranjana.
No budismo nepalês tradicional, há nove textos especiais que são chamados "As Nove Joias do Darma" e que são considerados os nove livros do budismo por excelência:
- Aṣṭasāhasrikā Prajñāpāramitā Sūtra
- Gaṇḍavyūha Sūtra
- Daśabhūmika Sūtra
- Samādhirāja Sūtra
- Laṅkāvatāra Sūtra
- Saddharma Puṇḍarīka Sūtra
- Tathāgataguhya Sūtra
- Lalitavistara Sūtra
- Suvarṇaprabhāsa Sūtra

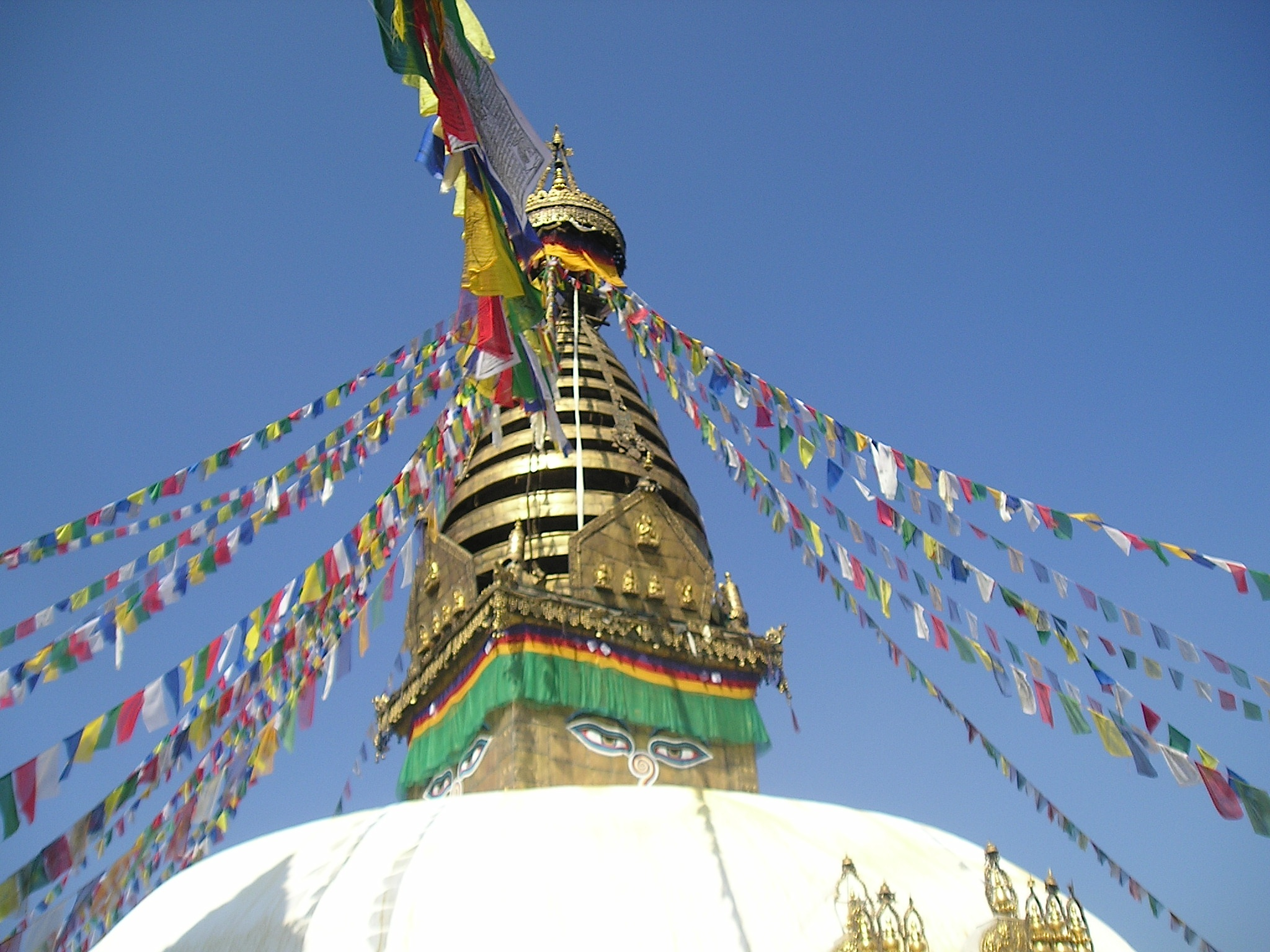
Estupa Swayambhunath e bandeiras de oração

Entre as tribos tibeto-birmanesas, o Budismo tibetano é a forma mais praticada. Os neuari praticam uma variante própria do Budismo Vajrayana e do Teravada. Vários grupos budistas são também influenciados pelo Hinduísmo.
O budismo é a religião dominante das pouco populosas áreas setentrionais, que são habitadas pelos povos relacionados ao Tibete. (como os Xerpas, Lopas e Dolpas). Eles constituem uma fração pequena da população do país.
Grupos étnicos que vivem na região central do Nepal (tais como os Gurungues, Lepchas e Neuaris) são também seguidores do budismo. Estes grupos étnicos têm populações maiores se comparados com seus vizinhos ao norte. Eles foram influenciados pelo Hinduísmo devido ao seu contato próximo com as castas hinduístas. Por conseguinte, vários deles eventualmente adotaram o Hinduísmo e têm sido largamente integrados neste sistema de castas.
As tribos Kirant, especialmente o povo Limbu e os Rai também adotaram as práticas do Budismo tibetano de seus vizinhos. Os Jirel, que são considerados uma tribo Kirata, têm também adotado o Budismo tibetano.

## História

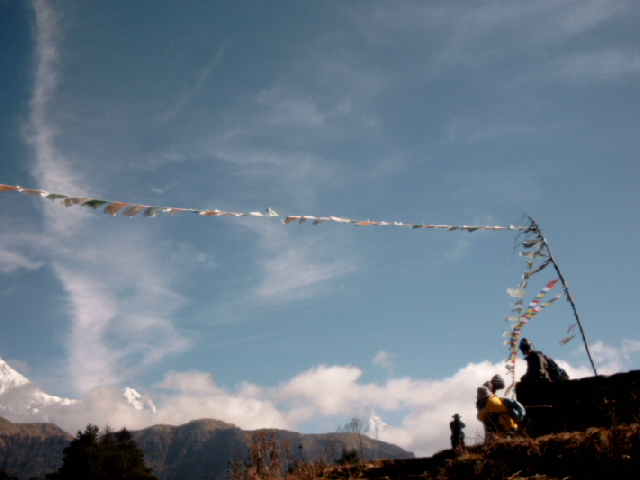
Bandeiras de oração no Nepal

O Buda nasceu no Nepal, na região de Lumbini. Ele espalhou seus ensinamentos em partes do sul da Ásia, onde agora está o Nepal.
O povo nepalês já praticava o Budismo antes mesmo do nascimento do Buda Sidarta Gautama, no tempo dos budas que o precederam.
De acordo com o Tripitaka, Sidarta visitou o reino de seu pai e converteu sua família e clan ao Budismo. Os clãs Shakya então mudaram-se para o vale de Catmandu e ajudaram a estabelecer o Budismo lá.
Durante a Era Kirant, o Buda supostamente visitou o vale de Catmandu durante o reino do rei Kirat Jitedasti.
Depois do terceiro Conselho Budista, o rei Ashoka enviou missionários darma ao Nepal. Crê-se também que Ashoka foi a Patan e construiu quatro estupas no local. Sua filha, Charumati, estabeleceu o vilarejo de Chabahi, que é localizado entre Catmandu e Bodhnath. Há um estupa e um mosteiro em Chabahi que dizem ser do tempo da princesa.
Dizem que até a expansão da Dinastia Mauryan nas planícies de Terai, no Nepal, o Budismo era adotado pelos ancestrais do povo Taru e florescia até o ressurgente Clan Licchavi, que repeliu os aderentes do budismo em 200 d.C.
Centro Internacional Budista meditação opera em Kathmandu.

## Leitura complementar
- «A Iconografia do Budismo Nepalês» (em inglês). por Min Bahadur Shakya